# Факельське сільське поселення
Фа́кельське сільське поселення — муніципальне утворення в складі Ігринського району Удмуртії, Росія. Адміністративний центр — село Факел.
Населення — 3032 особи (2015; 3085 в 2012, 3106 в 2010).

## Склад
До складу поселення входять такі населені пункти:
| Населений пункт     | Населення, осіб (2010) | Населення, осіб (2012) |
| ------------------- | ---------------------- | ---------------------- |
| Башмаково, присілок | 49                     | 48                     |
| Лучик, присілок     | 72                     | 74                     |
| Лучиквай, присілок  | 13                     | 13                     |
| Меніл, село         | 1097                   | 1084                   |
| Меніл, присілок     | 28                     | 29                     |
| Факел, село         | 1780                   | 1772                   |
| Юлайгурт, присілок  | 67                     | 65                     |